# Adam Green

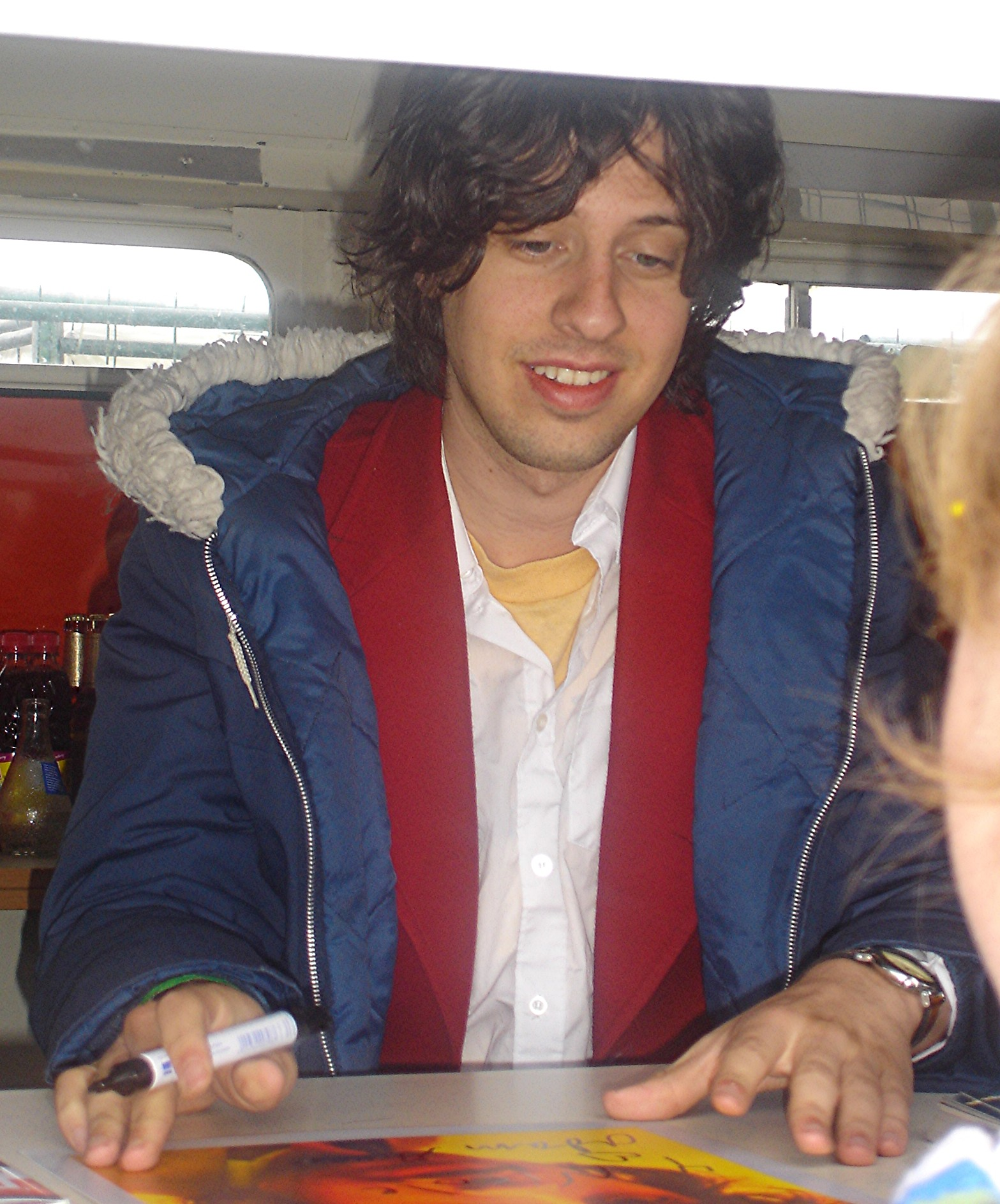
Adam Green

Adam Green (New York, 28 mei 1981) is een Amerikaanse zanger en liedjesschrijver.
Greens overgrootmoeder, Felice Bauer, was korte tijd de verloofde van de Tsjechische schrijver Franz Kafka en verhuisde als Joodse emigrant in 1936 naar New York.

## Loopbaan
Green begon zijn muzikale carrière samen met onder meer Kimya Dawson in de band The Moldy Peaches. Vanaf het jaar 2002 ging hij alleen verder. Hij bracht drie soloalbums uit en trad hij ook op met zijn eigen band. Zijn muziek wordt vaak geclassificeerd als indiepop of anti-folk. Het zijn meestal rustige liedjes met maatschappijkritische of eenvoudigweg absurde teksten. In het nummer Jessica van de plaat Friends of Mine uit 2003 bezingt Green zijn mening over de Amerikaanse zangeres Jessica Simpson. De eerste twee regels van het nummer Bluebirds van dezelfde plaat luiden zo:
Bluebirds are so natural, I wanna buy them for my friends. 
Bluebirds are so dismal and I want to trade mine in.
Vertaling:
Bluebirds [een bepaalde vogel] zijn zo natuurlijk, dat ik ze voor mijn vrienden wil kopen. 
Bluebirds zijn zo verschrikkelijk dat ik de mijne wil inruilen.
In 2005 publiceerde Green het boek Magazine, bestaande uit afbeeldingen en teksten uit zijn in voorgaande jaren zelfgemaakte tijdschriften. Het boek is tweetalig, naast de Engelse teksten bevat het Duitse vertalingen.

## Discografie

### The Moldy Peaches
- 2001: Who's Got the Crack
- 2001: The Moldy Peaches
- 2002: County Fair/Rainbow
- 2002: Unreleased Cutz and Live Jamz

### Adam Green solo
- 2002: Adam Green, het album heet in de VS Garfield
- 2002: Dance with Me
- 2003: Friends of Mine
- 2003: Jessica
- 2004: Friends of Mine
- 2005: Gemstones
- 2005: Emily
- 2005: Carolina
- 2006: Jacket Full of Danger
- 2006: Nat King Cole
- 2008: Sixes and Sevens
- 2009: Minor Love